# Energy Conversion and Management
Energy Conversion and Management ist eine monatlich erscheinende begutachtete wissenschaftliche Fachzeitschrift. Herausgegeben wird sie von Elsevier, Chefredakteur ist Sylvie Lorente.
Die Zeitschrift publiziert Original-Research- und Reviewartikel zu allen mit der Energieversorgung zusammenhängenden Themen, z. B. der Energieversorgung, der Nutzung und Wandlung von Energieträgern, zur Speicherung von Energie, der Energieeffizienz und zur Nachhaltigkeit in der Energieversorgung. Das Themenspektrum umfasst sowohl konventionelle als auch erneuerbare Energien. Besondere Aufmerksamkeit legt die Zeitschrift auf interdisziplinäre Ansätze, die aber keine Voraussetzung für die Publikation sind.
Der Impact Factor lag im Jahr 2020 bei 9.709, der fünfjährige Impact Factor bei 8,954. Damit lag das Journal bei dem Impact Factor auf Rang 10 von insgesamt 114 in der Kategorie „Energie und Treibstoffe“ gelisteten wissenschaftlichen Zeitschriften, auf Rang 2 von 135 Zeitschriften in der Kategorie „Mechanik“ und Rang 2 von 60 Zeitschriften in der Kategorie „Thermodynamik“.